# Andrej Gaćina
Andrej Gaćina, né le 21 mai 1986 à Zadar, est un pongiste croate. Il est l'un des meilleurs joueurs de l'histoire de la Croatie avec Zoran Primorac.

## Biographie
Andrej Gaćina a gagné dix titres de champion de Croatie en simple,. 
Il perd en finale des Jeux méditerranéens de 2009 contre Panagiotis Gionis. 
Il remporte avec la Croatie en par équipes une médaille d'argent aux Championnats d'Europe 2007 ainsi qu'une médaille de bronze aux Championnats d'Europe 2014.
Il est sacré champion d'Europe en double avec Marcos Freitas en 2011. Avec celui-ci ils s'adjugent les doubles messieurs de l'Open de Pologne en 2010 et de l'Open du Qatar en 2015.
Il gagne son premier WTT Star Contender en 2022 à Doha après une victoire 4-2 contre Lim Jong-hoon en finale.
Il signe pour le club français du Fouras TT qui évolue en national 1 pour la saison 2022-2023. Il est alors le no 1 du championnat français.
Il termine quatrième des Jeux européens 2023 avec avoir déclaré forfait pour blessure.
Il est sponsorisé par la marque Butterfly.

## Vie privée
Il a un fils et vit à Zagreb.